# يونيون لوكسمبورغ
يونيون لوكسمبورغ هو نادي كرة قدم في لوكسمبورغ تأسس في 1925. تم اغلاقه في 2005.